# Maria Luíza de Almeida Ferreira
Maria Luíza de Almeida Cunha Ferreira, educadora mineira, nasceu em Belo Horizonte em 1928.

## Biografia
Maria Luíza de Almeida Cunha Ferreira formou-se em Filosofia no ano de 1950 na Faculdade Santa Maria, atual Pontifícia Universidade Católica de Minas Gerais (PUC–MG). Ocupou a cadeira de História e Filosofia da Educação no Curso Normal do Instituto de Educação de Belo Horizonte entre os anos de 1954 e 1956, inicialmente estava substituindo uma professora que estava de licença, mas no ano seguinte foi contratada para assumir as aulas. Trabalhou no Programa Brasileiro-Americano de Assistência ao Ensino Elementar (PABAEE), implantado no governo de Abgar Renault. Como membro da equipe do Programa, de 1957 a 1968 pode fazer juntamente com um grupo de treze professores um ano de formação nos Estados Unidos, com o objetivo de desenvolver competências e aperfeiçoar professores em exercício nas Escolas Normais que formavam profissionais nas áres de Filosofia e principalmente Psicologia da Educação, onde estudavam sobre o desenvolvimento infantil, aprendizagem, ajustamento, testes e medidas de avaliação.

Ao voltar para o Brasil iniciou seu trabalho nas propostas do PABRAEE e lecionou Psicologia nos cursos de formação para professores, que passaram a ser oferecidos no final de 1957. Nos cursos eram transmitidos aos professores os conteúdos básicos da Psicologia Educacional e enfatizava a prática como exercícios de observação de crianças em geral, estudo de características psicológicas de uma criança em particular e montagem de projetos para aplicação dos conteúdos da disciplina em sala de aula. A atividade de Maria Luíza na Faculdade de Educação da Universidade Federal de Minas Gerais (UFMG), começou no ano de 1965, lecionando Psicologia da Educação, no Departamento de Ciências Aplicadas à Educação, permanecendo até 1968 e voltou ao cargo entre os anos de 1977 a 1991. No curso ensinava Psicologia da Criança e do Adolescente e as principais teoria que versavam sobre aprendizagem e avaliação. Durante sua estadia nos Estados Unidos, Maria Luíza freqüentou a Universidade de Indiana.
Esteve no Rio de Janeiro entre 1969 e 1970, sendo vice-diretora pedagógica do Colégio Jacobina. Quando voltou a Belo Horizonte em 1971 assumiu cargos de assessoria das Secretarias Estadual e Municipal da Educação e também foi indicada para o Conselho Estadual da Educação, onde atuou de 1972 a 1983, trazendo contribuições, sobretudo, para as áreas do ensino fundamental, especial, supletivo e rural, este ultimo, em atuação no conselho diretor da Fundação Estadual de Educação Rural, com Helena Antipoff, em Ibirité.

Em 1979 foi para França, viagem proporcionada pela direção do Centre National de Tele Enseignement - CNTE - o serviço de educação supletiva do ministério da Educação Nacional francês. Já no Brasil em 1980, defendeu sua tese de mestrado na Faculdade de Educação da UFMG, tendo como orientadora a Profa. Magda Soares, com o tema Alunos de suplência de primeiro grau em periferia urbana – um estudo exploratório. Publicou diversos artigos em revistas especializadas, como a Revista do Ensino do Rio Grande do Sul, a Revista Criança e Escola (de Belo Horizonte), os Cadernos de Educação e os Cadernos de Fundamentos da Educação, ambos da Faculdade de Educação da UFMG. Em 1983, afastou-se do serviço no Estado e aposentou-se em 1991 pela Faculdade de Educação da UFMG.

A respeito de suas experiências enquanto trabalhou no Instituto de Educação de Minas Gerais, Maria Luíza de Almeida Cunha Ferreira disse ter grande admiração pelo prédio do Instituto, por sua localização bucólica, pelas lembranças que ele evoca dos seus alunos e de como era descontraído o seu trabalho como professora. “Como prédio, o que tenho em mente é isto... (...) Me faz lembrar uma concepção de educação bastante burguesa, bem própria do início do século" (GOULART, 1985, p. 55).